# Nekrolog Juli 2019
Nekrolog
◄◄
| ◄
| 2015
| 2016
| 2017
| 2018
| 2019 | 2020 | 2021 | 2022 | 2023 | ►
Januar |
Februar |
März |
April |
Mai |
Juni |
Juli |
August |
September |
Oktober |
November |
Dezember 2019
Weitere Ereignisse | Allgemeiner Nekrolog 2019
Die Beschreibung der verstorbenen Person sollte so kurz wie möglich gehalten sein und nur deren signifikante Tätigkeit(en) enthalten.
Neue Namen ggf. auch unter dem Geburts- und Sterbedatum, also etwa unter 1. Januar und im Geburts- und Sterbejahr (2024) eintragen (nur bei entsprechender großer Wichtigkeit). Für Beispiele siehe die schon vorhandenen Artikel.
Außerdem über die fünf zuletzt Verstorbenen, zu denen es einen ausreichend guten Artikel für eine Präsentation auf der Hauptseite gibt, nach der todesbedingten Überarbeitung der Artikel ggf. auch unter Wikipedia Diskussion:Hauptseite informieren und sie am besten auch in den anderen Wikipedia-Sprachversionen eintragen. Tipp: Regelmäßig bei news.google.de nach „ist tot“, „gestorben“ oder „verstorben“ suchen.
Wenn eine Person gestorben ist, gibt es viele Seiten zu dieser Person in der Wikipedia, die davon auch betroffen sind und entsprechend aktualisiert werden müssen. Beispiele: Namenübersichtsseite, Geburtsjahr, Geburtsort-Seiten und viele mehr.
Wie finde ich die betroffenen Seiten?
Im Suchfeld auf der linken Seite gibt man den Suchbegriff so ein: „Vorname Nachname“. Dann klickt man auf Volltext und alle Seiten mit entsprechendem Suchtext werden aufgerufen. Hier sieht man dann schnell, wo auch das Todesjahr Sinn macht oder sogar ein Teil des Artikels angepasst werden muss. Auch hilft das „Werkzeug“ auf der linken Seite sehr gut, um solche Seiten aufzufinden: „Links auf diese Seite“. Somit ist die Wikipedia wieder aktuell in allen Bereichen! Hinweis: bei Eintragung der Kategorie „Gestorben JAHR“ wird der Missbrauchsfilter 49 ausgelöst, was jedoch nicht schlimm ist. Siehe: Spezial:Missbrauchsfilter/49
Dies ist eine Liste von im Juli 2019 verstorbenen bekannten Persönlichkeiten. Die Einträge erfolgen innerhalb der einzelnen Daten alphabetisch sortiert. Tiere sind im Nekrolog für Tiere zu finden.

## Juli
Bearbeitungshinweis: Neue Todesfälle bitte nach Tagen geordnet eintragen. Die Todesfälle desselben Tages bitte in alphabetischer Reihenfolge absteigend einfügen.
| Tag      | Name                                | Beruf, bekannt als                                                          | Alter | Beleg                 |
| -------- | ----------------------------------- | --------------------------------------------------------------------------- | ----- | --------------------- |
| 31. Juli | Skip Beckwith                       | kanadischer Jazzmusiker                                                     | 79    |                       |
| 31. Juli | Roberto Gambino                     | italienischer Stadt- und Raumplaner                                         | 84    |                       |
| 31. Juli | Johannes Launhardt                  | deutscher Theologe                                                          | 89    |                       |
| 31. Juli | Hans-Joachim Liesecke               | deutscher Landschaftsarchitekt                                              | 88    |                       |
| 31. Juli | Barrington Pheloung                 | australischer Komponist                                                     | 65    |                       |
| 31. Juli | Harold Prince                       | US-amerikanischer Musicalregisseur und -produzent                           | 91    |                       |
| 31. Juli | Bettina Raddatz                     | deutsche Sachbuch- und Krimiautorin                                         | ≈68   |                       |
| 31. Juli | Steve Talboys                       | englischer Fußballspieler                                                   | 52    |                       |
| 31. Juli | Jean-Luc Thérier                    | französischer Rallyefahrer                                                  | 73    |                       |
| 31. Juli | Gert Viertel                        | deutscher Astrophysiker                                                     | 76    |                       |
| 30. Juli | Albert W. Bally                     | niederländisch-US-amerikanischer Geophysiker und Geologe                    | 94    |                       |
| 30. Juli | Nick Buoniconti                     | US-amerikanischer American-Football-Spieler                                 | 78    |                       |
| 30. Juli | Paul Kebarle                        | bulgarisch-kanadischer Chemiker                                             | 92    |                       |
| 30. Juli | Hannelore Köhler                    | deutsche Malerin, Zeichnerin und Bildhauerin                                | 89    |                       |
| 30. Juli | Richard Kreher                      | deutscher Chemiker                                                          | 86    |                       |
| 30. Juli | John A. Oates                       | US-amerikanischer Mediziner                                                 | 87    |                       |
| 30. Juli | Klaus Ostheeren                     | deutscher Anglist                                                           | 86    |                       |
| 30. Juli | John Petroske                       | US-amerikanischer Eishockeyspieler                                          | 84    |                       |
| 30. Juli | Grant Thompson                      | kanadisch-US-amerikanischer YouTuber                                        | 38    |                       |
| 30. Juli | Cristiano Toraldo di Francia        | italienischer Architekt                                                     | 78    |                       |
| 30. Juli | Max Wichtl                          | österreichischer Pharmazeut                                                 | 93    |                       |
| 29. Juli | Christina Maria Casagrande          | deutsche Heilpraktikerin und Autorin                                        | 71    |                       |
| 29. Juli | Egil Danielsen                      | norwegischer Leichtathlet                                                   | 85    |                       |
| 29. Juli | Helmut Dicks                        | deutscher Kunstförderer                                                     | 93    |                       |
| 29. Juli | Samir Dizdarević                    | bosnisch-herzegowinischer Fußballspieler                                    | 27    |                       |
| 29. Juli | Fritz Drazan                        | österreichischer Fußballspieler                                             | 62    |                       |
| 29. Juli | Siegfried Ebel                      | deutscher Pharmazeut                                                        | 85    |                       |
| 29. Juli | Daniele Fagarazzi                   | italienischer Comiczeichner                                                 | 74    |                       |
| 29. Juli | Peter Fromlowitz                    | deutscher Architekt und Bildhauer                                           | 85    |                       |
| 29. Juli | Ras G.                              | US-amerikanischer Diskjockey und Produzent                                  | 39    |                       |
| 29. Juli | Jürgen Gronholz                     | deutscher Pop-Musiker                                                       | 63    |                       |
| 29. Juli | Traian Ivănescu                     | rumänischer Fußballspieler und -trainer                                     | 86    |                       |
| 29. Juli | Eberhard Knoll                      | deutscher Verkehrswissenschaftler                                           | 89    |                       |
| 29. Juli | Andriy Kritenko                     | ukrainischer Theaterregisseur, Schauspieler und Schauspiellehrer            | 56    |                       |
| 29. Juli | Enrique Lafourcade                  | chilenischer Autor                                                          | 91    |                       |
| 29. Juli | Wassil Metodiew                     | bulgarischer Fußballspieler und -trainer                                    | 84    |                       |
| 29. Juli | Werner von Moltke                   | deutscher Leichtathlet und Sportfunktionär                                  | 83    |                       |
| 29. Juli | Mona-Liisa Nousiainen               | finnische Skilangläuferin                                                   | 36    |                       |
| 29. Juli | Josef Hermann Pitscheider           | italienischer Maler und Bildhauer                                           | 96    |                       |
| 29. Juli | Tuvia Rübner                        | israelischer Schriftsteller                                                 | 95    |                       |
| 29. Juli | Paul Sarkisian                      | US-amerikanischer Maler                                                     | ≈91   |                       |
| 29. Juli | V. G. Siddhartha                    | indischer Unternehmer und Milliardär                                        | ≈60   |                       |
| 28. Juli | Sergei Afanassjew                   | russischer Mittelstreckenläufer                                             | 55    |                       |
| 28. Juli | Ferruh Bozbeyli                     | türkischer Politiker                                                        | 92    |                       |
| 28. Juli | Jan Buchwald                        | deutscher Opernsänger                                                       | 45    |                       |
| 28. Juli | Walter Fiers                        | belgischer Molekularbiologe                                                 | 88    |                       |
| 28. Juli | Monica Ghiuță                       | rumänische Film- und Theaterschauspielerin                                  | 79    |                       |
| 28. Juli | Werner Heiduczek                    | deutscher Schriftsteller                                                    | 92    |                       |
| 28. Juli | George Hilton                       | uruguayischer Schauspieler                                                  | 85    |                       |
| 28. Juli | Günter Joetze                       | deutscher Diplomat                                                          | 86    |                       |
| 28. Juli | Peter Bonu Johnson                  | gambischer Fußballspieler und -trainer                                      | 56    |                       |
| 28. Juli | Karl-Heinz Krause                   | deutscher Bildhauer                                                         | 95    |                       |
| 28. Juli | Adam Kuryło                         | polnischer Fußballspieler                                                   | 62    |                       |
| 28. Juli | Peter McConnell                     | englischer Fußballspieler                                                   | 82    |                       |
| 28. Juli | Loek van Mil                        | niederländischer Baseballspieler                                            | 34    |                       |
| 28. Juli | George W. Parshall                  | US-amerikanischer Chemiker                                                  | 89    |                       |
| 28. Juli | Donkupar Roy                        | indischer Politiker                                                         | 64    |                       |
| 28. Juli | Werner F. Schwenzfeier              | deutscher Ingenieurwissenschaftler                                          | 84    |                       |
| 28. Juli | Heinhard Steiger                    | deutscher Rechtswissenschaftler                                             | 86    |                       |
| 28. Juli | Richard Stone                       | US-amerikanischer Politiker und Diplomat                                    | 90    |                       |
| 28. Juli | Kevin Stonehouse                    | englischer Fußballspieler                                                   | 59    |                       |
| 28. Juli | Brigitte Woggon                     | deutsche Psychopharmakologin                                                | 75    |                       |
| 28. Juli | Richard P. Van Duyne                | US-amerikanischer Chemiker                                                  | 73    |                       |
| 27. Juli | Demetre Anastassakis                | griechisch-brasilianischer Architekt                                        | 71    |                       |
| 27. Juli | Zenon Begier                        | polnischer Leichtathlet                                                     | 83    |                       |
| 27. Juli | Achim Block                         | deutscher Philologe, Pädagoge und Politiker                                 | 87    |                       |
| 27. Juli | Carlos Cruz-Diez                    | venezolanisch-französischer Künstler                                        | 95    |                       |
| 27. Juli | Dianne Foster                       | kanadische Schauspielerin                                                   | 90    |                       |
| 27. Juli | Peter Gaspar                        | US-amerikanischer Chemiker                                                  | 84    |                       |
| 27. Juli | Frank Hartmann                      | österreichischer Medienphilosoph                                            | ≈60   |                       |
| 27. Juli | Axel Huber                          | österreichischer Heimatforscher und Publizist                               | 77    |                       |
| 27. Juli | Lionel Kopelowitz                   | britischer Arzt                                                             | 92    |                       |
| 27. Juli | Johann Kresnik                      | österreichischer Tänzer, Choreograf und Theaterregisseur                    | 79    |                       |
| 27. Juli | Edward Lewis                        | US-amerikanischer Filmproduzent                                             | 99    |                       |
| 27. Juli | Humphrey Mijnals                    | surinamisch-niederländischer Fußballspieler                                 | 88    |                       |
| 27. Juli | Juan Ignacio Otero                  | spanischer Fußballtorhüter                                                  | 90    |                       |
| 27. Juli | Ingrid Rietig                       | deutsche Theatermacherin                                                    | 84    |                       |
| 27. Juli | Reinaldo Riquelme                   | chilenischer Fußballspieler                                                 | 84    |                       |
| 27. Juli | Helgard Sauer                       | deutsche Kunsthistorikerin                                                  | 73    |                       |
| 27. Juli | Işılay Saygın                       | türkische Architektin und Politikerin                                       | 72    |                       |
| 27. Juli | John Robert Schrieffer              | US-amerikanischer Physiker                                                  | 88    |                       |
| 27. Juli | Roman Wirastjuk                     | ukrainischer Leichtathlet                                                   | 51    |                       |
| 26. Juli | Philippe Attey                      | ivorischer Politiker                                                        | 67    |                       |
| 26. Juli | Kaddour Bekhloufi                   | algerischer Fußballspieler und -trainer                                     | 85    |                       |
| 26. Juli | Arnie Brown                         | kanadischer Eishockeyspieler und -trainer                                   | 77    |                       |
| 26. Juli | Werner Doyé                         | deutscher Journalist                                                        | 77    |                       |
| 26. Juli | Christian Gaty                      | französischer Comiczeichner                                                 | 94    |                       |
| 26. Juli | Martin Guntau                       | deutscher Mineraloge und Wissenschaftshistoriker                            | 85    |                       |
| 26. Juli | Kunita Hiroshi                      | japanischer Mathematiker                                                    | 92    |                       |
| 26. Juli | Jonas Juškevičius                   | litauischer Kirchenrechtler                                                 | 54    |                       |
| 26. Juli | Volker Kähne                        | deutscher Politiker                                                         | 78    |                       |
| 26. Juli | Wolfgang Lenz                       | deutscher Opernsänger                                                       | 77    |                       |
| 26. Juli | Bryan Magee                         | britischer Politiker, Philosoph und Schriftsteller                          | 89    |                       |
| 26. Juli | Joan Francesc March                 | spanischer Schriftsteller                                                   | 92    |                       |
| 26. Juli | Zoltan Merszei                      | kanadischer Manager                                                         | 96    |                       |
| 26. Juli | Werner Michaelsen                   | deutscher Theaterschauspieler und -regisseur                                | 82    |                       |
| 26. Juli | Ferdinand Milučký                   | slowakischer Architekt, Projektant und Urbanist                             | 89    |                       |
| 26. Juli | Jaime Ortega                        | kubanischer Kardinal und Erzbischof                                         | 82    |                       |
| 26. Juli | Alfred Penkert                      | deutscher Regionalhistoriker und Pädagoge                                   | 85    |                       |
| 26. Juli | Franz Pirchner                      | österreichischer Agrarwissenschaftler und Veterinärmediziner                | 92    |                       |
| 26. Juli | Alberto Ponce                       | spanischer Gitarrist und Gitarrenlehrer                                     | 84    |                       |
| 26. Juli | Stephan Ruscheweyh                  | deutscher Mathematiker                                                      | 75    |                       |
| 26. Juli | Werner Schilling                    | deutscher Experimentalphysiker                                              | 88    |                       |
| 26. Juli | Helmut Skowronek                    | deutscher Psychologe                                                        | 87    |                       |
| 26. Juli | Christian Stadelmann                | deutscher Geiger                                                            | 60    |                       |
| 26. Juli | Russi Taylor                        | US-amerikanische Synchronsprecherin                                         | 75    |                       |
| 26. Juli | Gerhard Weis                        | österreichischer Journalist und Rundfunkmanager                             | 80    |                       |
| 26. Juli | Ulrich Wienbruch                    | deutscher Philosoph                                                         | 83    |                       |
| 25. Juli | Dieter Blumenberg                   | deutscher Politiker                                                         | 94    |                       |
| 25. Juli | Anner Bylsma                        | niederländischer Cellist                                                    | 85    |                       |
| 25. Juli | Beji Caid Essebsi                   | tunesischer Politiker                                                       | 92    |                       |
| 25. Juli | Curt Faudon                         | österreichischer Regisseur                                                  | 70    |                       |
| 25. Juli | Ulrich Finckh                       | deutscher Pfarrer und Friedensaktivist                                      | 91    |                       |
| 25. Juli | Rudolf Gerhardt                     | deutscher Jurist, Journalist und Hochschullehrer                            | 82    |                       |
| 25. Juli | Adolf Heuken                        | deutscher Geistlicher                                                       | 90    |                       |
| 25. Juli | Georg Hohenberg                     | österreichischer Diplomat                                                   | 90    |                       |
| 25. Juli | Erhard Hößle                        | deutscher Silberschmied und Bildhauer                                       | 90    |                       |
| 25. Juli | Jesper Juul                         | dänischer Familientherapeut                                                 | 71    |                       |
| 25. Juli | Horst Kaminsky                      | deutscher Politiker                                                         | 92    | [ 1 ]                 |
| 25. Juli | Marcus Karel                        | US-amerikanischer Ingenieurwissenschaftler                                  | 91    |                       |
| 25. Juli | Jorma Kinnunen                      | finnischer Leichtathlet                                                     | 77    |                       |
| 25. Juli | Wolfgang Knoll                      | deutscher Politiker                                                         | 90    |                       |
| 25. Juli | Ernst Albrecht Moser                | deutscher Nuklearmediziner                                                  | 78    |                       |
| 25. Juli | Germar Müller                       | deutscher Elektroingenieur                                                  | 89    |                       |
| 25. Juli | Rudolf Mumprecht                    | Schweizer Maler                                                             | 101   |                       |
| 25. Juli | Philippe Ogouz                      | französischer Schauspieler                                                  | 79    |                       |
| 25. Juli | Pierre Péan                         | französischer Journalist und Schriftsteller                                 | 81    |                       |
| 25. Juli | Norman E. Phillips                  | US-amerikanischer Chemiker                                                  | 90    |                       |
| 25. Juli | Óscar Enrique Sánchez               | guatemaltekischer Fußballspieler und -trainer                               | 64    |                       |
| 25. Juli | Hugo Santillán                      | argentinischer Boxer                                                        | 23    |                       |
| 25. Juli | Brigitte Schütze                    | deutsche Politikerin                                                        | 85    |                       |
| 25. Juli | Elke Zimmermann                     | deutsche Zoologin                                                           | 61    |                       |
| 24. Juli | Claes Andersson                     | finnischer Schriftsteller, Psychiater und Politiker                         | 82    |                       |
| 24. Juli | Franz Bachmann                      | österreichischer Alpinist, Bergretter und Ingenieur                         | 89    |                       |
| 24. Juli | Sammy Chapman                       | nordirischer Fußballspieler und -trainer                                    | 81    |                       |
| 24. Juli | Cherito                             | dominikanischer Sänger, Songwriter, Arrangeur und Komponist                 | 50    |                       |
| 24. Juli | Bernard Evans                       | englischer Fußballspieler                                                   | 82    |                       |
| 24. Juli | Hartmut Klug                        | deutscher Dirigent und Pianist                                              | 90    |                       |
| 24. Juli | Uwe Looft                           | deutscher Politiker                                                         | 80    |                       |
| 24. Juli | Gordon Ludwig                       | deutscher Architekt und Maler                                               | 94    |                       |
| 24. Juli | Carin Marquardt                     | deutsche Dramaturgin                                                        | 72    |                       |
| 24. Juli | Alfred G. Redfield                  | US-amerikanischer Biophysiker                                               | 90    |                       |
| 24. Juli | Jaime Trobo                         | uruguayischer Politiker                                                     | 62    |                       |
| 24. Juli | Manfred Uhlig                       | deutscher Entertainer                                                       | 91    |                       |
| 24. Juli | Manfred Walz                        | deutscher Architekt und Stadtplaner                                         | 79    |                       |
| 23. Juli | Kazimierz Albin                     | polnischer Holocaustüberlebender                                            | 96    |                       |
| 23. Juli | Ramsey Ameen                        | US-amerikanischer Mathematiker und Geiger                                   | 73    |                       |
| 23. Juli | Muhammad Aslam                      | pakistanischer Leichtathlet                                                 | 97    |                       |
| 23. Juli | Günter Berghaus                     | deutscher katholischer Geistlicher                                          | 89    |                       |
| 23. Juli | Ferdinand von Bismarck              | deutscher Rechtsanwalt                                                      | 88    |                       |
| 23. Juli | Maxim Dadaschew                     | russischer Boxer                                                            | 28    |                       |
| 23. Juli | Peter Horn                          | südafrikanischer Dichter                                                    | 84    |                       |
| 23. Juli | Jan Hrbatý                          | tschechoslowakischer Eishockeyspieler                                       | 77    |                       |
| 23. Juli | Danny Keogh                         | südafrikanischer Theater- und Filmschauspieler                              | 71    |                       |
| 23. Juli | Gabe Khouth                         | kanadischer Schauspieler und Synchronsprecher                               | 46    |                       |
| 23. Juli | Helena Matos                        | portugiesische Pianistin                                                    | 100   |                       |
| 23. Juli | Horst Pietsch                       | deutscher Politiker                                                         | 85    |                       |
| 23. Juli | Peter Poschwatta                    | deutscher General                                                           | 84    |                       |
| 23. Juli | Bobby Park                          | schottischer Fußballspieler                                                 | 72    |                       |
| 23. Juli | Horst Prem                          | deutscher Flugzeugkonstrukteur, Unitarier, Autor und Umweltschützer         | 78    |                       |
| 23. Juli | Herbert Raggautz                    | österreichischer Bauingenieur, Beamter und Fußballfunktionär                | 91    |                       |
| 23. Juli | Herbert Reichelt                    | deutscher Autor                                                             | 67    |                       |
| 23. Juli | Michael Roth                        | deutscher Ingenieur                                                         | 83    |                       |
| 23. Juli | Neli Sadovska                       | bulgarische Dichterin                                                       | 76    |                       |
| 23. Juli | Marko Šarić                         | jugoslawischer Mediziner                                                    | 95    |                       |
| 23. Juli | Jurij Schljachow                    | ukrainischer Wasserspringer                                                 | 36    |                       |
| 23. Juli | Lois Wille                          | US-amerikanische Journalistin                                               | 87    |                       |
| 22. Juli | Andreas Bleeker                     | deutscher Künstler                                                          | 88    |                       |
| 22. Juli | Petra Fuhrmann                      | deutsche Politikerin                                                        | 63    |                       |
| 22. Juli | Peter Hamm                          | deutscher Lyriker und Schriftsteller                                        | 82    |                       |
| 22. Juli | Christopher C. Kraft                | US-amerikanischer Raumfahrtingenieur                                        | 95    |                       |
| 22. Juli | Brigitte Kronauer                   | deutsche Schriftstellerin                                                   | 78    |                       |
| 22. Juli | Hans Lagerqvist                     | schwedischer Leichtathlet                                                   | 79    |                       |
| 22. Juli | Jöns Lahmann                        | deutscher Bauingenieur und -unternehmer sowie Tennisspieler                 | 93    | [ 2 ]                 |
| 22. Juli | Juan Rodolfo Laise                  | argentinischer Bischof                                                      | 93    |                       |
| 22. Juli | Li Peng                             | chinesischer Politiker                                                      | 90    |                       |
| 22. Juli | Konrad Marwinski                    | deutscher Historiker und Bibliothekar                                       | 85    |                       |
| 22. Juli | Hans-Helmut Müller                  | deutscher Schauspieler und Synchronsprecher                                 | 81    |                       |
| 22. Juli | Michael Nauenberg                   | US-amerikanischer Physiker                                                  | 84    |                       |
| 22. Juli | Art Neville                         | US-amerikanischer Sänger, Komponist und Keyboarder                          | 81    |                       |
| 22. Juli | Erich J. Plate                      | deutscher Hydrologe                                                         | 90    |                       |
| 22. Juli | Hansgeorg Schmeiser                 | österreichischer Flötist                                                    | 63    |                       |
| 22. Juli | Martin Vogt                         | deutscher Historiker                                                        | 83    |                       |
| 21. Juli | Res Balzli                          | Schweizer Filmemacher                                                       | 66    |                       |
| 21. Juli | Walter Dürig                        | Schweizer Offizier                                                          | 92    |                       |
| 21. Juli | Süleyman Ârif Emre                  | türkischer Jurist, Dichter und Politiker                                    | 96    |                       |
| 21. Juli | José Manuel Estepa Llaurens         | spanischer Kardinal                                                         | 93    |                       |
| 21. Juli | Mange Ram Garg                      | indischer Politiker                                                         | 83    |                       |
| 21. Juli | Patricia Godman                     | britische Politikerin                                                       | 79    |                       |
| 21. Juli | Sevan Gökoğlu                       | deutscher Pop- und Jazz-Pianist und -Keyboarder                             | 37    |                       |
| 21. Juli | Pedrito González                    | spanischer Fußballspieler und -trainer                                      | 79    |                       |
| 21. Juli | Jelena Grigorjewa                   | russische Menschenrechtsaktivistin                                          | 41    |                       |
| 21. Juli | Peter Jablonka                      | österreichischer Archäologe                                                 | 57    |                       |
| 21. Juli | Ben Johnston                        | US-amerikanischer Komponist                                                 | 93    |                       |
| 21. Juli | Paul Krassner                       | US-amerikanischer Autor und Aktivist                                        | 87    |                       |
| 21. Juli | Rainer Marks                        | deutscher Radrennfahrer                                                     | 77    |                       |
| 21. Juli | Robert M. Morgenthau                | US-amerikanischer Jurist                                                    | 99    |                       |
| 21. Juli | Markus Ramseier                     | Schweizer Schriftsteller und Namensforscher                                 | 63    |                       |
| 21. Juli | Hans-Christian Reiche               | deutscher Militär                                                           | 74    |                       |
| 21. Juli | Adel Zaky                           | ägyptischer Bischof                                                         | 71    |                       |
| 20. Juli | Leif Aune                           | norwegischer Politiker                                                      | 94    |                       |
| 20. Juli | Paddy Bassett                       | neuseeländische Agrarwissenschaftlerin                                      | 101   |                       |
| 20. Juli | Francesco Saverio Borrelli          | italienischer Jurist                                                        | 89    |                       |
| 20. Juli | Antonino Cuffaro                    | italienischer Politiker                                                     | 87    |                       |
| 20. Juli | Sheila Dikshit                      | indische Politikerin                                                        | 81    |                       |
| 20. Juli | Roberto Fernández Retamar           | kubanischer Dichter, Essayist und Literaturkritiker                         | 89    |                       |
| 20. Juli | Margaretha Grosser                  | deutsche Autorin und Übersetzerin                                           | 84    |                       |
| 20. Juli | Red Hamilton                        | US-amerikanischer Automobilrennfahrer                                       | 93    |                       |
| 20. Juli | James Harvey                        | US-amerikanischer Politiker                                                 | 97    |                       |
| 20. Juli | Ehrhard Kamlah                      | deutscher Theologe                                                          | 93    |                       |
| 20. Juli | Erich Klose                         | deutscher Handballspieler und -trainer                                      | 93    |                       |
| 20. Juli | Willibert Krüger                    | deutscher Unternehmer                                                       | 78    |                       |
| 20. Juli | Wilhelm Malkemus                    | deutscher Maler und Grafikdesigner                                          | 82    |                       |
| 20. Juli | Eberhard Mannschatz                 | deutscher Pädagoge und Hochschullehrer                                      | 91    | ND                    |
| 20. Juli | Dörthe Muth                         | deutsche Lehrerin, Politikerin und Verfassungsrichterin                     | 86    |                       |
| 20. Juli | Peter McNamara                      | australischer Tennisspieler und -trainer                                    | 64    |                       |
| 20. Juli | Marisa Merz                         | italienische Bildhauerin und Installationskünstlerin                        | 93    |                       |
| 20. Juli | Giambattista Moschino               | italienischer Fußballspieler und -trainer                                   | 80    |                       |
| 20. Juli | Ilaria Occhini                      | italienische Schauspielerin                                                 | 85    |                       |
| 20. Juli | Liane B. Russell                    | US-amerikanische Genetikerin                                                | 95    |                       |
| 19. Juli | Inger Berggren                      | schwedische Schlagersängerin                                                | 85    |                       |
| 19. Juli | Ivy Bethune                         | US-amerikanische Schauspielerin                                             | 101   |                       |
| 19. Juli | Jean DuShon                         | US-amerikanische Sängerin                                                   | 83    |                       |
| 19. Juli | John Adel Elya                      | US-amerikanischer Bischof                                                   | 90    |                       |
| 19. Juli | Julia Esquivel                      | guatemaltekische Dichterin und Menschenrechtsaktivistin                     | 89    |                       |
| 19. Juli | Rutger Hauer                        | niederländischer Schauspieler                                               | 75    |                       |
| 19. Juli | Ágnes Heller                        | ungarische Philosophin                                                      | 90    |                       |
| 19. Juli | Alena Karešová                      | tschechische Filmschauspielerin                                             | 92    |                       |
| 19. Juli | Jeremy Kemp                         | britischer Schauspieler                                                     | 84    |                       |
| 19. Juli | Jack L. Kerrebrock                  | US-amerikanischer Ingenieurwissenschaftler                                  | 91    |                       |
| 19. Juli | Mohammad Rafiq Khan                 | indischer Schachspieler                                                     | 83    |                       |
| 19. Juli | Gary Klein                          | US-amerikanischer Jazzmusiker                                               | 86    |                       |
| 19. Juli | Franz Eduard Kühnel                 | österreichischer Politiker                                                  | 77    |                       |
| 19. Juli | Helmut Müller                       | deutscher Politiker                                                         | 89    |                       |
| 19. Juli | César Pelli                         | argentinisch-US-amerikanischer Architekt                                    | 92    |                       |
| 19. Juli | Toni Pierenkemper                   | deutscher Historiker                                                        | 74    |                       |
| 19. Juli | Enrico Scacchia                     | Schweizer Boxer                                                             | 56    |                       |
| 19. Juli | Werner Söllner                      | rumäniendeutscher Schriftsteller                                            | 67    |                       |
| 19. Juli | Don Wayne                           | US-amerikanischer Zauberkünstler                                            | 86    |                       |
| 19. Juli | Hans-Otto Wilhelm                   | deutscher Politiker                                                         | 79    |                       |
| 19. Juli | Patrick Winston                     | US-amerikanischer Informatiker                                              | 76    |                       |
| 19. Juli | Fuqing Zhang                        | chinesisch-US-amerikanischer Meteorologe                                    | 49    |                       |
| 18. Juli | Mordechai Altschuler                | polnisch-israelischer Historiker                                            | 86    |                       |
| 18. Juli | Yukiya Amano                        | japanischer Diplomat                                                        | 72    |                       |
| 18. Juli | Heidi Bachert                       | deutsche Schlagersängerin                                                   | 85    |                       |
| 18. Juli | Walter Barelli                      | brasilianischer Wirtschaftswissenschaftler und Politiker                    | 80    |                       |
| 18. Juli | Detlef Berentzen                    | deutscher Schriftsteller und Journalist                                     | 67    |                       |
| 18. Juli | André Bradford                      | portugiesischer Politiker                                                   | 48    |                       |
| 18. Juli | Ado Broodboom                       | niederländischer Jazztrompeter                                              | 96    |                       |
| 18. Juli | Luciano De Crescenzo                | italienischer Schriftsteller und Filmregisseur                              | 90    |                       |
| 18. Juli | Derek Fell                          | britischer Autor und Fotograf                                               | 79    |                       |
| 18. Juli | Heijo Hangen                        | deutscher Künstler                                                          | 92    |                       |
| 18. Juli | David Hedison                       | US-amerikanischer Schauspieler                                              | 92    |                       |
| 18. Juli | Kurt J. Isselbacher                 | US-amerikanischer Mediziner                                                 | 93    |                       |
| 18. Juli | Ruud Jacobs                         | niederländischer Jazzmusiker und Musikproduzent                             | 81    |                       |
| 18. Juli | Waldemar Kaszubski                  | polnischer Fußballspieler                                                   | 82    |                       |
| 18. Juli | Eva Kaufmann                        | deutsche Literaturwissenschaftlerin                                         | 88    |                       |
| 18. Juli | Yoshiji Kigami                      | japanischer Animator, Regisseur und Storyboarder                            | 71    |                       |
| 18. Juli | Winfrid Krone                       | deutscher Humangenetiker                                                    | 87    |                       |
| 18. Juli | Tom Martinsen                       | norwegischer Opernsänger                                                    | 62    |                       |
| 18. Juli | Roelof Nelissen                     | niederländischer Politiker                                                  | 88    |                       |
| 18. Juli | Futoshi Nishiya                     | japanischer Charakterdesigner, Animateur und Anime-Regisseur                | ≈37   |                       |
| 18. Juli | Fritz Oelze                         | deutscher Arzt und Politiker                                                | 96    |                       |
| 18. Juli | Jean Parisseaux                     | französischer Fußballtrainer                                                | 86    |                       |
| 18. Juli | Mitch Petrus                        | US-amerikanischer American-Football-Spieler                                 | 32    |                       |
| 18. Juli | Paul Rys                            | Schweizer Chemiker                                                          | 81    |                       |
| 18. Juli | Erwin Lorenz Sailer                 | deutscher Fachbuchautor                                                     | 87    |                       |
| 18. Juli | Radomir Smiljanić                   | jugoslawischer bzw. serbischer Schriftsteller                               | 85    |                       |
| 18. Juli | Yasuhiro Takemoto                   | japanischer Animator, Drehbuchautor und Filmregisseur                       | 47    |                       |
| 18. Juli | Johann Trummer                      | österreichischer Priester, Organist, Musikwissenschaftler und Medienmanager | 79    |                       |
| 17. Juli | Samuel Bowring                      | US-amerikanischer Geologe                                                   | 65    |                       |
| 17. Juli | Harry Bruggink                      | niederländischer Fußballspieler                                             | 66    |                       |
| 17. Juli | Ursula Brunner                      | Schweizer Anwältin                                                          | 69    |                       |
| 17. Juli | Andrea Camilleri                    | italienischer Schriftsteller                                                | 93    |                       |
| 17. Juli | Warren Cole                         | neuseeländischer Ruderer                                                    | 78    |                       |
| 17. Juli | Willy Dirtl                         | österreichischer Balletttänzer und Choreograf                               | 88    |                       |
| 17. Juli | Pumpsie Green                       | US-amerikanischer Baseballspieler                                           | 85    |                       |
| 17. Juli | Nikola Hajdin                       | jugoslawischer bzw. serbischer Bauingenieur                                 | 96    |                       |
| 17. Juli | Shōzō Kusakawa                      | japanischer Politiker                                                       | 90    |                       |
| 17. Juli | Giuseppe Merlo                      | italienischer Tennisspieler                                                 | 91    |                       |
| 17. Juli | Dragomir Racić                      | jugoslawischer Fußballspieler                                               | 72    |                       |
| 17. Juli | Jörg Ritter                         | deutscher Mediziner                                                         | 74    |                       |
| 17. Juli | Martha Salcudean                    | rumänisch-kanadische Maschinenbauingenieurin und Holocaustüberlebende       | 85    |                       |
| 17. Juli | Detlef Thorith                      | deutscher Leichtathlet                                                      | 76    |                       |
| 17. Juli | Robert Waseige                      | belgischer Fußballspieler und -trainer                                      | 79    |                       |
| 17. Juli | Meinhard Winkgens                   | deutscher Anglist und Literaturwissenschaftler                              | 71    |                       |
| 17. Juli | Gunnar Winkler                      | deutscher Sozialwissenschaftler                                             | 88    |                       |
| 16. Juli | Judit Bar-Ilan                      | israelische Informationswissenschaftlerin                                   | ≈61   |                       |
| 16. Juli | Rosa María Britton                  | panamaische Ärztin und Schriftstellerin                                     | 82    |                       |
| 16. Juli | Daniel Callahan                     | US-amerikanischer Philosoph                                                 | 88    |                       |
| 16. Juli | Johnny Clegg                        | südafrikanischer Musiker                                                    | 66    |                       |
| 16. Juli | Barry Coe                           | US-amerikanischer Schauspieler                                              | 84    |                       |
| 16. Juli | Howard Engel                        | kanadischer Schriftsteller                                                  | 88    |                       |
| 16. Juli | Michael English                     | britischer Politiker                                                        | 88    |                       |
| 16. Juli | Arno Gassmann                       | deutscher Literaturwissenschaftler, Romanautor und Kommunalpolitiker        | 51    |                       |
| 16. Juli | Richard Gleim                       | deutscher Fotograf                                                          | 78    |                       |
| 16. Juli | Arthur Häny                         | Schweizer Schriftsteller und Übersetzer                                     | 95    |                       |
| 16. Juli | Felix Meier                         | deutscher Politiker                                                         | 82    |                       |
| 16. Juli | Hans-Georg Moslener                 | deutscher Produzent, Komponist und Lyriker                                  | 80    |                       |
| 16. Juli | Gerhard Neipp                       | deutscher Manager                                                           | 79    |                       |
| 16. Juli | Hubert Olbrich                      | deutscher Lebensmitteltechnologe                                            | 95    |                       |
| 16. Juli | Erhard Richter                      | deutscher Heimatforscher                                                    | 91    |                       |
| 16. Juli | Joe Rigby                           | US-amerikanischer Jazzmusiker                                               | 78    |                       |
| 16. Juli | John Paul Stevens                   | US-amerikanischer Jurist                                                    | 99    |                       |
| 15. Juli | Frank Ackerman                      | US-amerikanischer Wirtschaftswissenschaftler                                | 72    |                       |
| 15. Juli | Marc Batchelor                      | südafrikanischer Fußballspieler und TV-Experte                              | 49    |                       |
| 15. Juli | Ousmane Tanor Dieng                 | senegalesischer Politiker                                                   | 72    |                       |
| 15. Juli | Craig Fallon                        | britischer Judoka                                                           | 36    |                       |
| 15. Juli | Harald Fereberger                   | österreichischer Segler                                                     | 90    |                       |
| 15. Juli | Georges Harris                      | belgischer Automobilrennfahrer                                              | 98    |                       |
| 15. Juli | Hans-Jürgen Haubrich                | deutscher Elektrotechniker                                                  | 78    |                       |
| 15. Juli | Dick Hyde                           | US-amerikanischer Jazz- und Studiomusiker                                   | 83    |                       |
| 15. Juli | Rudolf Wilhelm Christian Janzen     | deutscher Neurologe                                                         | 78    |                       |
| 15. Juli | Wilhelm Kuhne                       | deutscher römisch-katholischer Priester und Erwachsenenbildner              | 92    |                       |
| 15. Juli | Bruce Laingen                       | US-amerikanischer Diplomat                                                  | 96    |                       |
| 15. Juli | Rosemarie Lichte                    | deutsche Juristin und Autorin                                               | 65    |                       |
| 15. Juli | Vania Luraschi                      | Schweizer Theatermacherin                                                   | 71    |                       |
| 15. Juli | André Menaut                        | französischer Fußballspieler und -trainer                                   | 81    |                       |
| 15. Juli | Fergus Millar                       | britischer Historiker                                                       | 84    |                       |
| 15. Juli | Werner Müller                       | deutscher Politiker und Manager                                             | 73    |                       |
| 15. Juli | Johanna Narten                      | deutsche Linguistin                                                         | 88    |                       |
| 15. Juli | Leo Remond                          | Schweizer bildender Künstler und Kunstpädagoge                              | 92    |                       |
| 15. Juli | Rex Edward Richards                 | britischer Chemiker                                                         | 96    |                       |
| 15. Juli | Bjambasürengiin Scharaw             | mongolischer Komponist                                                      | 66    |                       |
| 15. Juli | Thorsteinn I. Sigfusson             | isländischer Physiker                                                       | 65    |                       |
| 15. Juli | Dieter Ulich                        | deutscher Psychologe                                                        | 78    |                       |
| 14. Juli | Werner Bahner                       | deutscher Romanist und Philologe                                            | 92    |                       |
| 14. Juli | Frieder Burda                       | deutscher Kunstsammler                                                      | 83    |                       |
| 14. Juli | Claire Dwyer                        | britische Geographin                                                        | ≈55   |                       |
| 14. Juli | Robert Elgie                        | britischer Politikwissenschaftler                                           | 54    |                       |
| 14. Juli | Hossain Mohammad Ershad             | bangladeschischer Militär und Politiker                                     | 89    |                       |
| 14. Juli | Heinz Haferkamp                     | deutscher Maschinenbauingenieur und Hochschullehrer                         | 86    |                       |
| 14. Juli | Werner Heldmann                     | deutscher Erziehungswissenschaftler                                         | 91    |                       |
| 14. Juli | Oskar Lagger                        | Schweizer Komponist und Kapellmeister                                       | 85    |                       |
| 14. Juli | Nereo Laroni                        | italienischer Politiker                                                     | 76    |                       |
| 14. Juli | Gerd Meiser                         | deutscher Journalist und Buchautor                                          | 79    |                       |
| 14. Juli | Alfredo Montoto                     | kubanischer Designer und Illustrator                                        | 69    |                       |
| 14. Juli | Heinzotto Werner                    | deutscher Turner und Turntrainer                                            | 92    |                       |
| 14. Juli | Sibylle Prins                       | deutsche Autorin und Sonderpädagogin                                        | 60    |                       |
| 14. Juli | Gregor Schell                       | deutscher Verleger und Autor                                                | 62    |                       |
| 14. Juli | David F. Shanno                     | US-amerikanischer Mathematiker                                              | 81    |                       |
| 14. Juli | Alexander Sideras                   | griechisch-deutscher Altphilologe, Byzantinist und Neogräzist               | 83    |                       |
| 14. Juli | Pernell Whitaker                    | US-amerikanischer Boxer                                                     | 55    |                       |
| 14. Juli | Paul Albert Zipfel                  | US-amerikanischer Bischof                                                   | 83    |                       |
| 13. Juli | Altemir Marquez da Cruz             | brasilianischer Fußballspieler                                              | 80    |                       |
| 13. Juli | Helmuth Bögel                       | deutscher Geologe, Mineraloge und Scherenschnittkünstler                    | 92    |                       |
| 13. Juli | Richard Carter                      | australischer Schauspieler                                                  | 65    |                       |
| 13. Juli | Eduardo Charpentier de Castro       | panamaischer Flötist, Dirigent, Komponist und Musikpädagoge                 | 92    |                       |
| 13. Juli | Odette Eid                          | libanesische Bildhauerin                                                    | 97    |                       |
| 13. Juli | Ewald Haimerl                       | deutscher Unternehmer                                                       | 58    |                       |
| 13. Juli | Wilhelm Holtmann                    | deutscher Theologe                                                          | 91    |                       |
| 13. Juli | Eberhard Köditz                     | deutscher Fußballspieler                                                    | 72    |                       |
| 13. Juli | Harlan Lane                         | US-amerikanischer Psychologe und Linguist                                   | 82    |                       |
| 13. Juli | Paolo Sardi                         | italienischer Kardinal                                                      | 84    |                       |
| 13. Juli | Edgar Schmandt                      | deutscher Maler                                                             | 91    |                       |
| 13. Juli | Wiktor Sosnora                      | russischer Lyriker, Schriftsteller und Dramatiker                           | 83    |                       |
| 13. Juli | Stephen Verona                      | US-amerikanischer Drehbuchautor, Filmregisseur und Filmproduzent            | 78    |                       |
| 13. Juli | Ida Wyman                           | US-amerikanische Fotografin                                                 | 93    |                       |
| 12. Juli | Raimund Barthelmes                  | deutscher Filmeditor                                                        | 71    |                       |
| 12. Juli | Mehmet Hikmet Bayar                 | türkischer General                                                          | 87    |                       |
| 12. Juli | Ulrich Büll                         | deutscher Nuklearmediziner                                                  | 77    |                       |
| 12. Juli | Winfried Dahl                       | deutscher Werkstoffkundler                                                  | 90    |                       |
| 12. Juli | Franz Eisl                          | österreichischer Segler                                                     | 98    |                       |
| 12. Juli | Mehmet Şevket Eygi                  | türkischer Kolumnist                                                        | 86    |                       |
| 12. Juli | Armin Gehret                        | deutscher Maler, Cartoonist und Zeichner                                    | 95    |                       |
| 12. Juli | Eberhard Kummer                     | österreichischer Jurist, Sänger und Drehleierspieler                        | 78    |                       |
| 12. Juli | Fernando José Corbató               | US-amerikanischer Informatiker                                              | 93    |                       |
| 12. Juli | Karl Groß                           | deutscher Fußballspieler                                                    | 84    |                       |
| 12. Juli | Abdul Hamid                         | pakistanischer Feldhockeyspieler                                            | 92    |                       |
| 12. Juli | Emily Hartridge                     | britische Fernsehmoderatorin                                                | 35    |                       |
| 12. Juli | Eberhard Kunkel                     | deutscher Comic-Autor und Verleger                                          | 88    |                       |
| 12. Juli | Dieter Mahlert                      | deutscher Pädagoge und Politiker                                            | 74    |                       |
| 12. Juli | Arno Marsh                          | US-amerikanischer Jazz-Tenorsaxophonist                                     | 91    |                       |
| 12. Juli | Claudio Naranjo                     | US-amerikanischer Psychiater und Autor                                      | 86    |                       |
| 12. Juli | Thomas Reinhardt                    | deutscher Verwaltungsjurist und Politiker                                   | 60    |                       |
| 12. Juli | Dick Richards                       | US-amerikanischer Schlagzeuger und Schauspieler                             | 95    |                       |
| 12. Juli | Joseph Rouleau                      | kanadischer Sänger                                                          | 90    |                       |
| 12. Juli | Paul Schauenberg                    | Schweizer Zoologe, Botaniker und Autor                                      | 91    | doi:10.35929/RSZ.0001 |
| 12. Juli | Tamara Zelikowskaja                 | sowjetische bzw. ukrainische Architektin                                    | 83    |                       |
| 11. Juli | Danny Barber                        | US-amerikanischer Jazztrompeter                                             | 65    |                       |
| 11. Juli | Pierre Borgeaud                     | Schweizer Manager und Verbandsfunktionär                                    | 85    |                       |
| 11. Juli | Werner Buchholz                     | deutsch-US-amerikanischer Ingenieur                                         | 96    |                       |
| 11. Juli | Robert Francis Christian            | US-amerikanischer Bischof                                                   | 70    |                       |
| 11. Juli | Mike Christie                       | US-amerikanischer Eishockeyspieler                                          | 69    |                       |
| 11. Juli | Dengir Mir Mehmet Fırat             | türkischer Politiker und Jurist                                             | 75    |                       |
| 11. Juli | John Gardner                        | britischer Rechtsphilosoph                                                  | 54    |                       |
| 11. Juli | Vincent Lambert                     | französischer Wachkoma-Patient                                              | 42    |                       |
| 11. Juli | Arto Nilsson                        | finnischer Boxer                                                            | 71    |                       |
| 11. Juli | Robert W. Richards                  | US-amerikanischer Illustrator                                               | ≈78   |                       |
| 11. Juli | Siegfried Strohbach                 | deutscher Komponist und Dirigent                                            | 89    |                       |
| 11. Juli | Salih J. Wakil                      | US-amerikanischer Biochemiker                                               | 91    |                       |
| 11. Juli | Wolfgang Weiß                       | deutscher Anglist                                                           | 87    |                       |
| 11. Juli | Richard Wyrsch                      | Schweizer Politiker und Journalist                                          | 67    |                       |
| 10. Juli | Paulo Henrique Amorim               | brasilianischer Journalist                                                  | 77    |                       |
| 10. Juli | Carel Balth                         | niederländischer Künstler                                                   | 79    |                       |
| 10. Juli | Frank Bannert                       | deutscher Politiker                                                         | 62    |                       |
| 10. Juli | Margot Bettauer Dembo               | US-amerikanische Übersetzerin                                               | 91    |                       |
| 10. Juli | Reinhard Bortfeld                   | deutscher Geophysiker                                                       | 92    |                       |
| 10. Juli | Jim Bouton                          | US-amerikanischer Baseballspieler und Buchautor                             | 80    |                       |
| 10. Juli | Valentina Cortese                   | italienische Schauspielerin                                                 | 96    |                       |
| 10. Juli | Hans Eibl                           | österreichischer Komponist und Dirigent                                     | 83    |                       |
| 10. Juli | Lutz Fleischer                      | deutscher Maler, Grafiker und Objektkünstler                                | 63    |                       |
| 10. Juli | Klaus Hahn                          | Ruderer aus dem Saarland                                                    | 93    |                       |
| 10. Juli | Hans Wilhelm Knobloch               | deutscher Mathematiker                                                      | 92    |                       |
| 10. Juli | Jerry Lawson                        | US-amerikanischer Sänger                                                    | 75    |                       |
| 10. Juli | Lucette Lagnado                     | US-amerikanische Journalistin und Schriftstellerin                          | 62    | WD                    |
| 10. Juli | Walt Michaels                       | US-amerikanischer American-Football-Spieler und -Trainer                    | 89    |                       |
| 10. Juli | Ulrich Mölk                         | deutscher Romanist, Literaturwissenschaftler und Mediävist                  | 82    |                       |
| 10. Juli | Denise Nickerson                    | US-amerikanische Kinderdarstellerin                                         | 62    |                       |
| 10. Juli | Rolf Nolden                         | deutscher Zahnmediziner und Hochschullehrer                                 | 84    |                       |
| 10. Juli | Francisco de Oliveira               | brasilianischer Soziologe und Ökonom                                        | 85    |                       |
| 10. Juli | Armando Ramírez Rodríguez           | mexikanischer Schriftsteller, Chronist und Journalist                       | 67    |                       |
| 10. Juli | James Small                         | südafrikanischer Rugby-Spieler                                              | 50    |                       |
| 10. Juli | Danny Gordon Taylor                 | US-amerikanischer Spezialeffektkünstler                                     | 69    |                       |
| 10. Juli | Mazinho do Trombone                 | brasilianischer Posaunist                                                   | 78    |                       |
| 10. Juli | Gerald Weissmann                    | US-amerikanischer Mediziner                                                 | 88    |                       |
| 10. Juli | Breur Weijzen                       | niederländischer Fußballtorhüter                                            | 85    |                       |
| 9. Juli  | Jean Brenchley                      | US-amerikanische Mikrobiologin                                              | 75    |                       |
| 9. Juli  | Herbert Budzikiewicz                | österreichisch-deutscher Chemiker                                           | 86    |                       |
| 9. Juli  | William E. Dannemeyer               | US-amerikanischer Politiker                                                 | 89    |                       |
| 9. Juli  | Philip Freelon                      | US-amerikanischer Architekt                                                 | 66    |                       |
| 9. Juli  | Christian Guilleminault             | französischer Mediziner und Schlafforscher                                  | 80    |                       |
| 9. Juli  | Knud Jacobsen                       | dänisch-schweizerischer Maler                                               | 91    |                       |
| 9. Juli  | Freddie Jones                       | britischer Schauspieler                                                     | 91    |                       |
| 9. Juli  | Ross Perot                          | US-amerikanischer Unternehmer und Politiker                                 | 89    |                       |
| 9. Juli  | Aaron Rosand                        | US-amerikanischer Violinist und Musikpädagoge                               | 92    |                       |
| 9. Juli  | Fernando de la Rúa                  | argentinischer Politiker                                                    | 81    |                       |
| 9. Juli  | Harald Schultes                     | deutscher Gastronom, Koch und Autor                                         | 59    |                       |
| 9. Juli  | Ivan Shearer                        | australischer Jurist                                                        | 80    |                       |
| 9. Juli  | Rip Torn                            | US-amerikanischer Schauspieler                                              | 88    |                       |
| 9. Juli  | Willi Wahl                          | deutscher Politiker                                                         | 91    |                       |
| 8. Juli  | Richard Conner                      | US-amerikanischer Wasserspringer                                            | 85    |                       |
| 8. Juli  | Werner Faulstich                    | deutscher Medienwissenschaftler                                             | 72    |                       |
| 8. Juli  | Harald Gleißner                     | deutscher Logistikwissenschaftler                                           | 59    |                       |
| 8. Juli  | Greg Johnson                        | kanadischer Eishockeyspieler                                                | 48    |                       |
| 8. Juli  | Jürgen Koch                         | deutscher Fußballspieler                                                    | 77    |                       |
| 8. Juli  | Rimma Kurutsch                      | sowjetische bzw. russische Linguistin und Hochschullehrerin                 | 81    |                       |
| 8. Juli  | Richard Lyon                        | US-amerikanischer Ruderer                                                   | 79    |                       |
| 8. Juli  | Margit Meissner                     | US-amerikanische Überlebende des Holocaust und Zeitzeugin                   | 97    |                       |
| 8. Juli  | Ernst-Wilhelm Otten                 | deutscher Physiker                                                          | 84    |                       |
| 8. Juli  | Ronan Paddison                      | britischer Geograph                                                         | ≈74   |                       |
| 8. Juli  | Arthur Ryan                         | irischer Unternehmer                                                        | 83    |                       |
| 8. Juli  | Josef Schwarz                       | deutscher Geheimdienstler                                                   | 87    | [ 3 ]                 |
| 8. Juli  | Walter Siegl                        | österreichischer Diplomat                                                   | 81    |                       |
| 8. Juli  | Peter Winter                        | Schweizer Elektroingenieur                                                  | 75    |                       |
| 7. Juli  | Bernhard Abel                       | deutscher Sportpädagoge                                                     | 90    |                       |
| 7. Juli  | Salvatore Angerami                  | italienischer Bischof                                                       | 62    |                       |
| 7. Juli  | Artur Brauner                       | deutscher Filmproduzent                                                     | 100   |                       |
| 7. Juli  | Theo Breidenbach                    | deutscher Werbefachmann                                                     | 90    |                       |
| 7. Juli  | Udo Edelmann                        | deutscher Glaskünstler                                                      | 81    |                       |
| 7. Juli  | Patricia Gallerneau                 | französische Politikerin                                                    | 64    |                       |
| 7. Juli  | Rolf Gehlhaar                       | US-amerikanischer Komponist                                                 | 75    |                       |
| 7. Juli  | János Ginsztler                     | ungarischer Ingenieurwissenschaftler                                        | 76    |                       |
| 7. Juli  | Wolfgang K. Joklik                  | US-amerikanischer Virologe                                                  | 92    |                       |
| 7. Juli  | Jekaterina Koroljowa                | russische Handballspielerin                                                 | 20    |                       |
| 7. Juli  | Helmut Matthes                      | deutscher Gesellschaftswissenschaftler und Diplomat                         | 83    |                       |
| 7. Juli  | Ora Namir                           | israelische Politikerin                                                     | 88    |                       |
| 7. Juli  | Sutopo Purwo Nugroho                | indonesischer Katastrophenschützer                                          | 49    |                       |
| 7. Juli  | Ramón Héctor Ponce                  | argentinischer Fußballspieler                                               | 71    |                       |
| 7. Juli  | Franz Sauter                        | deutscher Politiker                                                         | 91    |                       |
| 7. Juli  | Helmut C. Walter                    | deutscher Künstler                                                          | 79    |                       |
| 7. Juli  | Hans-Peter Wiendahl                 | deutscher Maschinenbauingenieur                                             | 81    |                       |
| 6. Juli  | Heinz Joachim Bonk                  | deutscher Jurist                                                            | 83    | [ 4 ]                 |
| 6. Juli  | Cameron Boyce                       | US-amerikanischer Schauspieler                                              | 20    |                       |
| 6. Juli  | Kurt Bronsch                        | deutscher Tierphysiologe                                                    | 94    |                       |
| 6. Juli  | Martin Charnin                      | US-amerikanischer Theaterregisseur und Lyriker                              | 84    |                       |
| 6. Juli  | João Gilberto                       | brasilianischer Gitarrist, Sänger und Komponist                             | 88    |                       |
| 6. Juli  | Ragnar Hoen                         | norwegischer Schachspieler                                                  | 78    |                       |
| 6. Juli  | Parviz Jalayer                      | iranischer Gewichtheber                                                     | 79    |                       |
| 6. Juli  | Eddie Jones                         | US-amerikanischer Schauspieler                                              | 82    |                       |
| 6. Juli  | Arman Kirakosjan                    | armenischer Diplomat                                                        | 62    |                       |
| 6. Juli  | Gary LeMel                          | US-amerikanischer Sänger und Musikproduzent                                 | 80    |                       |
| 6. Juli  | Calvin Quate                        | US-amerikanischer Ingenieur und Erfinder                                    | 95    |                       |
| 6. Juli  | Claus Rüdrich                       | deutscher Fußballspieler                                                    | 79    |                       |
| 6. Juli  | André Schmucki                      | Schweizer Künstler                                                          | 52    |                       |
| 6. Juli  | Lucio Soravito De Franceschi        | italienischer Bischof                                                       | 79    |                       |
| 6. Juli  | Wanda Warska                        | polnische Jazzsängerin                                                      | 87    |                       |
| 6. Juli  | Heinz Weishaar                      | deutscher Boxtrainer                                                        | 87    |                       |
| 5. Juli  | Valérie Boagno                      | Schweizer Medienmanagerin                                                   | 54    |                       |
| 5. Juli  | Marie Borroff                       | US-amerikanische Anglistin                                                  | 95    |                       |
| 5. Juli  | Reinhold Bost                       | deutscher Politiker                                                         | 89    |                       |
| 5. Juli  | Douglas Crimp                       | US-amerikanischer Kunstkritiker und -soziologe                              | 74    |                       |
| 5. Juli  | Mílton da Cunha Mendonça            | brasilianischer Fußballspieler und Olympionike                              | 63    |                       |
| 5. Juli  | Bernhard Droste                     | deutscher Architekt                                                         | 92    |                       |
| 5. Juli  | Joel Filártiga                      | paraguayischer Mediziner, Künstler und Menschenrechtler                     | 86    |                       |
| 5. Juli  | Ugo Gregoretti                      | italienischer Filmregisseur und Drehbuchautor                               | 88    |                       |
| 5. Juli  | Nicolae Gudea                       | rumänischer Archäologe                                                      | 77    |                       |
| 5. Juli  | Eberhard Havekost                   | deutscher Maler                                                             | 52    |                       |
| 5. Juli  | Kevin Higgins                       | australischer Fußballspieler                                                | 68    |                       |
| 5. Juli  | Mukhthar Kechamli                   | algerischer Fußballspieler und -trainer                                     | 56    |                       |
| 5. Juli  | Alan Konheim                        | US-amerikanischer Informatiker und Kryptologe                               | ≈85   |                       |
| 5. Juli  | Alfons Kranz                        | deutscher Verlagsmanager und Publizist                                      | 86    |                       |
| 5. Juli  | Lewis Lloyd                         | US-amerikanischer Basketballspieler                                         | 60    |                       |
| 5. Juli  | German Lukjanow                     | russischer Jazzmusiker                                                      | 82    |                       |
| 5. Juli  | Gerhard Mahler                      | deutscher Fernsehtechniker                                                  | 87    |                       |
| 5. Juli  | John McCririck                      | britischer Pferderennsportexperte und Fernsehmoderator                      | 79    |                       |
| 5. Juli  | Asmus Petersen                      | deutscher Maler                                                             | 91    |                       |
| 5. Juli  | Paolo Vinaccia                      | italienischer Jazzschlagzeuger                                              | 65    |                       |
| 4. Juli  | Chris Cline                         | US-amerikanischer Unternehmer, Investor und Philanthrop                     | 61    |                       |
| 4. Juli  | Pavlos Diglis                       | griechisch-zypriotischer Politiker                                          | 87    |                       |
| 4. Juli  | Wilhelm Alfred Eckhardt             | deutscher Historiker und Archivar                                           | 90    |                       |
| 4. Juli  | Lothar Eißmann                      | deutscher Geologe                                                           | 86    |                       |
| 4. Juli  | Eduardo Fajardo                     | spanischer Schauspieler                                                     | 94    |                       |
| 4. Juli  | Michael Jürgs                       | deutscher Journalist und Buchautor                                          | 74    |                       |
| 4. Juli  | Leon Kossoff                        | britischer Künstler                                                         | 92    |                       |
| 4. Juli  | Holger Kirschke                     | deutscher Schwimmer                                                         | 71    |                       |
| 4. Juli  | Henry Kotowski                      | deutscher Rockmusiker                                                       | 74    |                       |
| 4. Juli  | Pierre Lhomme                       | französischer Kameramann                                                    | 89    |                       |
| 4. Juli  | Robert F. Marx                      | US-amerikanischer Unterwasserarchäologe                                     | 82    |                       |
| 4. Juli  | Eva Mozes Kor                       | US-amerikanische Holocaustüberlebende und Aktivistin                        | 85    |                       |
| 4. Juli  | Hagen Mueller-Stahl                 | deutscher Theaterregisseur                                                  | 92    |                       |
| 4. Juli  | Vivian Perlis                       | US-amerikanische Musikwissenschaftlerin                                     | 91    |                       |
| 4. Juli  | Detlef Plachky                      | deutscher Mathematiker                                                      | 81    |                       |
| 4. Juli  | Elisabeth Zwick                     | deutsche Psychologin, Pädagogin und Theologin                               | 59    |                       |
| 3. Juli  | Sudarshan Agarwal                   | indischer Politiker                                                         | 88    |                       |
| 3. Juli  | Koldo Aguirre                       | spanischer Fußballspieler und -trainer                                      | 80    |                       |
| 3. Juli  | Pedro Aguayo Damián                 | mexikanischer Wrestler                                                      | 73    |                       |
| 3. Juli  | June Bacon-Bercey                   | US-amerikanische Meteorologin                                               | 90    |                       |
| 3. Juli  | Bernard Cagnac                      | französischer Experimentalphysiker                                          | 88    |                       |
| 3. Juli  | Karimou Djibrill                    | togoischer Fußballspieler                                                   | 86    |                       |
| 3. Juli  | Wolfgang Fuß                        | deutscher Politiker                                                         | 73    |                       |
| 3. Juli  | David Groenewold                    | deutscher Filmproduzent                                                     | 46    |                       |
| 3. Juli  | Norbert Herschkowitz                | Schweizer Mediziner und Neurowissenschaftler                                | 89    |                       |
| 3. Juli  | Willibald Jacob                     | deutscher evangelischer Pfarrer und Politiker                               | 87    |                       |
| 3. Juli  | Arte Johnson                        | US-amerikanischer Schauspieler                                              | 90    |                       |
| 3. Juli  | Peter Lahdenpera                    | US-amerikanischer Skilangläufer, Biathlet und Biathlontrainer               | 83    |                       |
| 3. Juli  | Malwa Landa                         | sowjetische bzw. russische Geologin und Menschenrechtlerin                  | 100   |                       |
| 3. Juli  | Jared Lorenzen                      | US-amerikanischer American-Football-Spieler                                 | 38    |                       |
| 3. Juli  | Arseni Mironow                      | sowjetischer Testpilot                                                      | 101   |                       |
| 3. Juli  | Giorgio Nebbia                      | italienischer Chemiker, Ökologe und Politiker                               | 93    |                       |
| 3. Juli  | William Ray                         | US-amerikanischer Opernsänger                                               | 94    |                       |
| 3. Juli  | Günter Rinsche                      | deutscher Politiker                                                         | 88    |                       |
| 3. Juli  | Sarah Schumann                      | deutsche Malerin                                                            | 85    |                       |
| 3. Juli  | Puntsagiyn Shagdarsüren             | mongolischer Politiker und Diplomat                                         | 100   |                       |
| 3. Juli  | Tommy Shardelow                     | südafrikanischer Bahnradsportler                                            | 87    |                       |
| 3. Juli  | Vasco Tagliavini                    | italienischer Fußballspieler und -trainer                                   | 81    |                       |
| 3. Juli  | Manuel da Costa Braz                | portugiesischer Offizier und Politiker                                      | 84    |                       |
| 2. Juli  | Pat Crawford Brown                  | US-amerikanische Schauspielerin                                             | 90    |                       |
| 2. Juli  | Michael Colgrass                    | US-amerikanisch-kanadischer Komponist                                       | 87    |                       |
| 2. Juli  | Costa Cordalis                      | deutscher Schlagersänger                                                    | 75    |                       |
| 3. Juli  | Pol Cruchten                        | luxemburgischer Filmregisseur                                               | 55    |                       |
| 2. Juli  | William Dooley                      | US-amerikanischer Opernsänger                                               | 86    |                       |
| 2. Juli  | Suzanne Eaton                       | US-amerikanische Molekularbiologin                                          | 59    |                       |
| 2. Juli  | Ion Geantă                          | rumänischer Kanute                                                          | 59    |                       |
| 2. Juli  | Paul Hiepko                         | deutscher Botaniker                                                         | 86    |                       |
| 2. Juli  | Lee Iacocca                         | US-amerikanischer Manager                                                   | 94    |                       |
| 2. Juli  | Duncan Lamont                       | britischer Jazzmusiker                                                      | 87    |                       |
| 2. Juli  | José Luis Merino                    | spanischer Filmregisseur                                                    | 92    |                       |
| 2. Juli  | Jaime Posada                        | kolumbianischer Schriftsteller, Journalist und Anwalt                       | 92    |                       |
| 2. Juli  | Dexter Morrill                      | US-amerikanischer Komponist und Trompeter                                   | 81    |                       |
| 2. Juli  | Ernst-Ulrich Schlünder              | deutscher Verfahrenstechnikingenieur                                        | 89    |                       |
| 2. Juli  | Janusz Szprot                       | polnischer Jazzmusiker und Musikjournalist                                  | 72    |                       |
| 2. Juli  | Mihály Tabányi                      | ungarischer Akkordeonspieler                                                | 98    |                       |
| 2. Juli  | Lis Verhoeven                       | deutsche Schauspielerin und Theaterregisseurin                              | 88    |                       |
| 1. Juli  | Joseph Amlong                       | US-amerikanischer Ruderer                                                   | 82    |                       |
| 1. Juli  | Ezzat Abou Aouf                     | ägyptischer Schauspieler und Rockmusiker                                    | 70    |                       |
| 1. Juli  | Joseph Bolangi Egwanga Ediba Tasame | kongolesischer Bischof                                                      | 81    |                       |
| 1. Juli  | Karel Bouwmeester                   | niederländischer Fußballspieler                                             | 91    |                       |
| 1. Juli  | Norman Geisler                      | US-amerikanischer Theologe und Autor                                        | 86    |                       |
| 1. Juli  | Peter Gorny                         | deutscher Informatiker und Hochschullehrer                                  | 84    |                       |
| 1. Juli  | Ennio Guarnieri                     | italienischer Kameramann                                                    | 88    |                       |
| 1. Juli  | Maria Idalia                        | mexikanische Schauspielerin                                                 | 87    |                       |
| 1. Juli  | Oss Kröher                          | deutscher Volksliedsänger                                                   | 91    |                       |
| 1. Juli  | Jackie Mekler                       | südafrikanischer Leichtathlet                                               | 87    |                       |
| 1. Juli  | Walter Münch                        | deutscher Fußballspieler                                                    | 87    |                       |
| 1. Juli  | Sándor Popovics                     | ungarisch-niederländischer Fußballspieler und -trainer                      | 80    |                       |
| 1. Juli  | Sid Ramin                           | US-amerikanischer Komponist und Arrangeur                                   | 100   |                       |
| 1. Juli  | Bogusław Schaeffer                  | polnischer Komponist und Musikwissenschaftler                               | 90    |                       |
| 1. Juli  | Ulrike Stanggassinger               | deutsche Skirennläuferin                                                    | 51    |                       |
| 1. Juli  | Tyler Skaggs                        | US-amerikanischer Baseballspieler                                           | 27    |                       |
| 1. Juli  | Hans Wall                           | deutscher Unternehmer und Mäzen                                             | 77    |                       |
| 1. Juli  | Faith Winthrop                      | US-amerikanische Sängerin                                                   | 87    |                       |

### Datum unbekannt
| Tag                             | Name                | Beruf, bekannt als                   | Alter | Beleg |
| ------------------------------- | ------------------- | ------------------------------------ | ----- | ----- |
| Tod bekannt gegeben am 31. Juli | Hamza bin Laden     | saudi-arabischer Terrorist           | ≈30   |       |
| tot aufgefunden am 29. Juli     | Paula Williamson    | britische Schauspielerin             | 38    |       |
| Tod bekannt gegeben am 28. Juli | Lars Arnö           | schwedischer Journalist und Diplomat | 93    |       |
| Tod bekannt gegeben am 20. Juli | Dariusz Waśniewski  | polnischer Fußballspieler            | 54    |       |
| tot aufgefunden am 17. Juli     | Marie Sophie Hingst | deutsche Historikerin und Bloggerin  | 31    |       |
| tot aufgefunden am 13. Juli     | Charles Levin       | US-amerikanischer Schauspieler       | 70    |       |
| Juli                            | Les Burns           | englischer Fußballspieler            | 75    |       |